# Pałac Przezdzieckich w Mińsku
Pałac Przezdzieckich w Mińsku – klasycystyczny pałac w Mińsku na Białorusi, zabytek architektury przy Placu Wolności 15.

## Historia
Miejska siedziba Przezdzieckich wzniesiona została pod koniec XVIII w. z cegły, na fundamencie z XVII w. Pierwsza informacja o budynku pochodzi z 1775 roku: budynek widnieje pod nazwą kamienicy hrabiów Przeździeckich, właścicieli Zasławia.
Już w 1799 r. dwór został sprzedany przez Michała Przezdzieckiego za 40 000 polskich złotych szlachcicowi mińskiemu, właścicielowi sieci aptek, Andrzejowi Stankiewiczowi.
Od 1826 r. właścicielem dworu był sekretarz Mińskiego Zjazdu Deputatów Ziemskich, filantrop i kolekcjoner Jerzy Kobyliński, zaprzyjaźniony z Wincentym Duninem-Marcinkiewiczem. Kobyliński założył pierwszą w mieście, prywatną Kunstkamerę, której zbiór składał się z monet, minerałów, starożytnych antyków, starych ksiąg i rękopisów, wśród których znajdował się oryginalny statut Wielkiego Księstwa Litewskiego i mapa Krzysztofa Kolumba. Po śmierci Kobylińskiego eksponaty przekazano do wileńskiego Muzeum Starożytności.
Ostatnim właścicielem dworu był wójt miasta Leopold Delpace. Budynek był częściowo wykorzystywany na usługi administracyjne. Pierwsze piętro zajmowało Mińskie Zgromadzenie Deputatów Ziemskich.
W 1872 r. we dworze ulokowano sale lekcyjne i mieszkalne Mińskiej Męskiej Szkoły Teologicznej.
Według inwentarza z 1851 r. w pałacu znajdowało się 14 pieców holenderskich z kafli glazurowanych i 6 pieców holenderskich z kafli białych. Po II wojnie światowej wszystkie piece zostały zniszczone.
8 maja 2012 roku w Mińsku odbyło się oficjalne otwarcie Galerii Sztuki Michaiła Sawickiego, w którym uczestniczyli Przewodniczący Komitetu Wykonawczego Miasta Mińska Mykoła Ładutka i Minister Kultury Pawieł Łatuszka. Ekspozycja poświęcona twórczości Sawickiego mieści się w dziewięciu salach – prezentowanych jest tu około czterdziestu dzieł ze zbiorów Narodowego Muzeum Sztuki Republiki Białorusi, Muzeum Historii Miasta Mińska, a także rodziny artysty.
W galerii odrestaurowano wnętrze gabinetu oraz pracowni malarskich, w których wyeksponowano grafiki i rzeźby, powstałe z inicjatywy Sawickiego w 1981 roku.

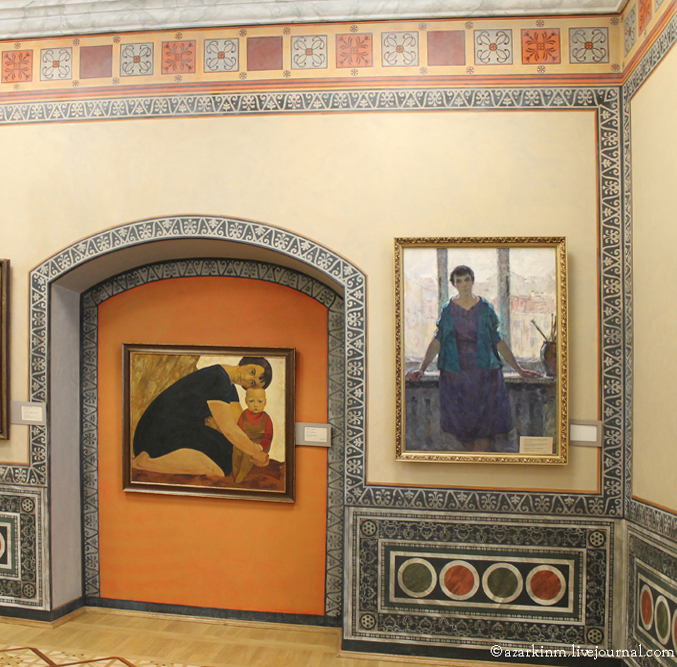
Wnętrze

## Architektura
Budynek jest budowlą dwukondygnacyjną na planie prostokąta, o symetrycznej kompozycji. Nakryty jest dachem czterospadowym. Centralną część budowli zaakcentowano ryzalitem. Ryzalit flankowany jest przez płaskie lizeny, zakończone trójkątnym frontonem z półkolistym oknem w tympanonie. Pod gzymsem frontonu pas ząbków. Nad wejściem na drugim piętrze znajduje się balkon na drewnianych konsolach z ażurową balustradą. Płaszczyzna elewacji podzielona jest prostokątnymi otworami okiennymi z prostymi sztukateriami, zakończonymi profilowanym gzymsem. W elewacji od strony dziedzińca zaplanowano płaskie, prostokątne otwory okienne, bez obramowań. Wraz z symetrycznie rozmieszczonymi skrzydłami pałac tworzył dziedziniec. Podczas rekonstrukcji budynku na drugim piętrze odkryto malowidła z końca XVIII wieku.

## Południowe skrzydło

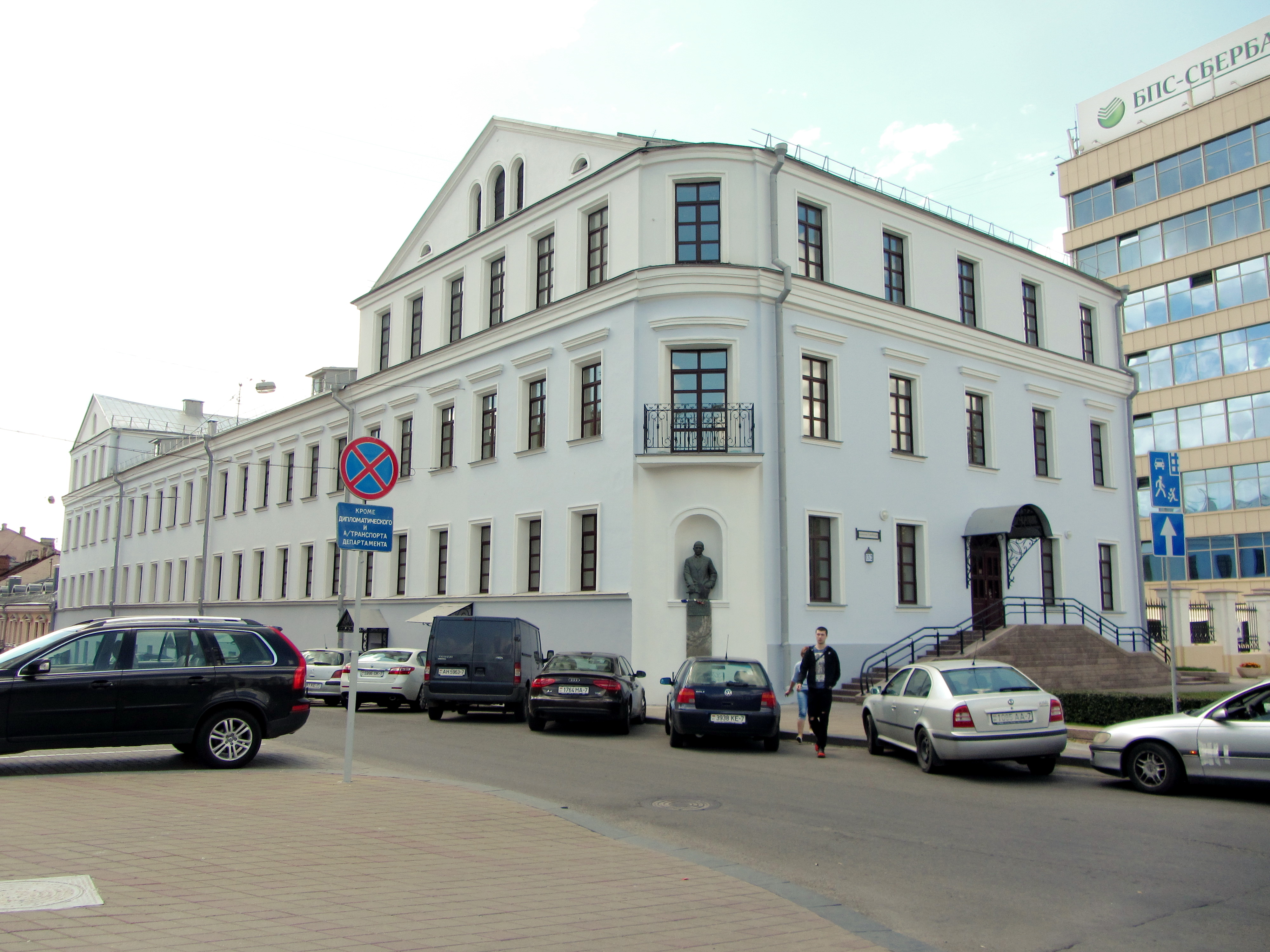
Skrzydło południowe pałacu

Południowe skrzydło pałacu (pl. Wolności 13) to podłużny budynek z ryzalitami i ściętym narożnikiem od strony placu Wolności. Pierwotnie był to dwukondygnacyjny, podpiwniczony budynek na planie litery L. Pod koniec XIX w. budynek był w kształcie litery U, w końcowych partiach dobudowano trzecie piętro. Elewacje są rytmicznie podzielone prostokątnymi otworami okiennymi z prostymi sztukateriami, na drugim piętrze ozdobione są przyczółkami. Wzdłuż obwodu budynku biegnie cienko profilowany gzyms. Piętro oddzielone jest od piwnicy cienkim pasem. Trzykondygnacyjne części końcowe zakończone są niewielkimi mansardami pod dachami dwuspadowymi. Zmieniono układ pomieszczeń, łącząc amfiladowy układ pomieszczeń i krótkie korytarze. Północne skrzydło pałacu nie zachowało się, prawdopodobnie zostało ono zniszczone podczas I wojny światowej.